# مطبخ زنجباري
يعكس المطبخ الزنجباري العديد من التأثيرات غير المتجانسة، كنتيجة لتعدد الثقافات والأعراق التي أثرت في زنجبار والسواحيليون. هو مزيج من تقاليد الطهي المختلفة، بما في ذلك المأكولات البانتوية والعربية والبرتغالية والهندية والبريطانية وحتى الصينية.

## التاريخ المبكر

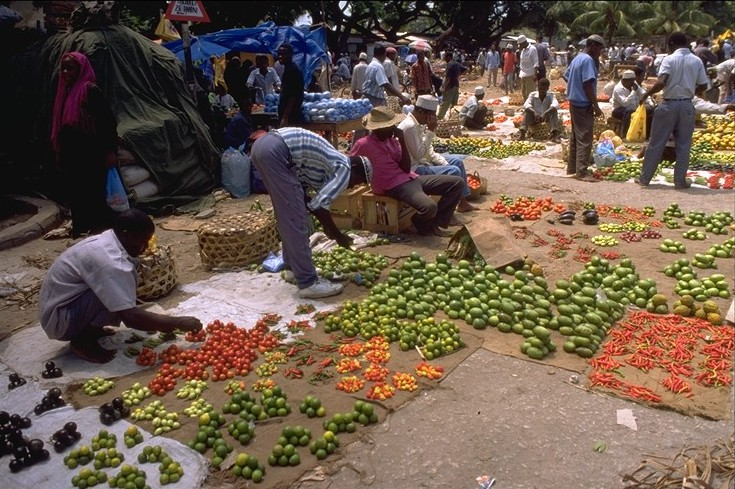
سوق الخضار والأغذية، ستون تاون

كان أول سكان زنجبار هم البانتو القادمون من أرض تنجانيقا. وكانوا يتألفون في الغالب من صيادي الأسماك، وبالتالي فإن نظامهم الغذائي يتكون في المقام الأول من المأكولات البحرية، مثل التونة والماكريل والكركند والسبيدج والأخطبوط والمحار. المكونات الأخرى التي يستخدمها البانتو والموجودة في المطبخ الزنجباري اليوم (والتي انتشر بعضها خلال الاستعمار الأوروبي) هي الفاصوليا والبطاطا الحلوة ورقائق البفرة واليام وموز الجنة.
في القرن التاسع، بدأ العمانيون واليمنيون والفرس في استعمار الساحل السواحلي، بما في ذلك أرخبيل زنجبار. جلبوا أطباقًا ومكونات جديدة، أبرزها البهارات وجوز الهند والمانجو والليمون والأرز. يعكس طبق بيلاف (أرز وجوز الهند والمكسرات والبهارات) الذي يعد واحد من أكثر وصفات زنجبار شيوعًا أصله العربي بوضوح.
بين القرن الخامس عشر والقرن السادس عشر، احتل البرتغاليون بسرعة معظم الساحل، بما في ذلك زنجبار. كانت التأثيرات البرتغالية الرئيسية على المطبخ الزنجباري هي إدخال البفرة والذرة والأناناس التي ستصبح أنواعًا رئيسية من الغذاء الأساسي في زنجبار.
في عام 1651م، فقد البرتغاليون السيطرة على زنجبار لصالح السلطنة العمانية. جلب العُمانيون توابل جديدة وتكثفت العلاقات التجارية بين زنجبار والهند؛ نتيجة لذلك، وصلت الوصفات الهندية مثل تشانتي وخلطات التوابل والبرياني والكاري وكعك السمك والسمبوسة إلى زنجبار. تم تكييف معظم الوصفات من أصل أجنبي مع المكونات التي كانت متوفرة في الجزيرة، مما أدى إلى ولادة مطبخ أصلي إلى حد كبير.
في بداية القرن العشرين، كانت معظم منطقة البحيرات الأفريقية الكبرى مستعمرة من قبل الألمان والبريطانيين. لم يختلط هؤلاء مع السكان المحليين كما فعل العرب والفرس والهنود، وتأثيرهم على المطبخ الزنجيباري أقل وضوحًا؛ ولكن يمكن تعريف بعض الوصفات الزنجيبارية الشائعة جدًا، مثل شريحة لحم الفلفل، بشكل عام على أنها من أصل أوروبي.

## ما بعد الاستقلال
بعد الاستقلال، أقامت تنزانيا علاقة قوية مع الصين؛ جاء الأطباء والمهندسون والمستشارون العسكريون الصينيون إلى زنجبار. على الرغم من أن جزءًا صغيرًا فقط من سكان زنجبار اليوم من أصول صينية، إلا أن بعض الوصفات والمكونات، مثل صلصة الصويا، أصبحت شائعة في الجزيرة.

## أمثلة

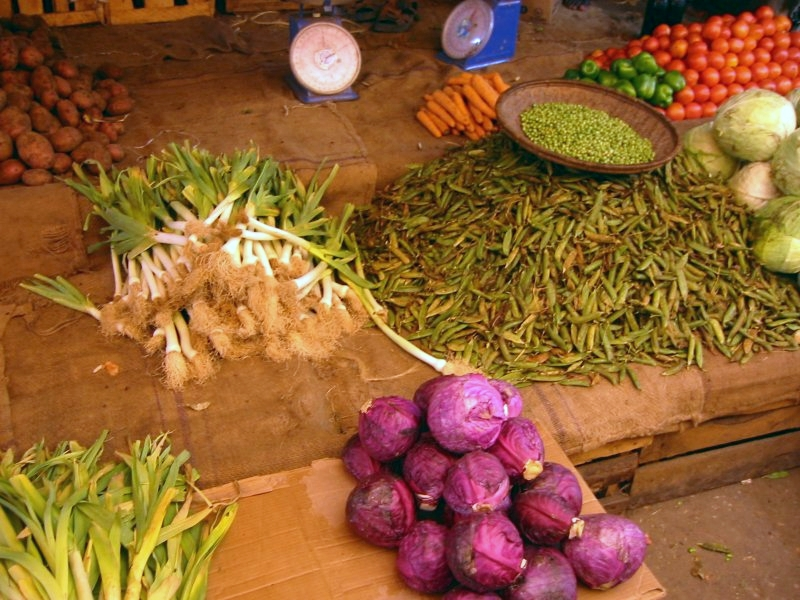
كشك توابل في سوق ستون تاون في زنجبار.

فيما يلي سبعة أمثلة لأطباق زنجبار الفاخرة:

### سوربوتيل
سوربوتيل هي وصفة من أصل برتغالي هندي (غوا)، وتتألف من خليط من اللحم المسلوق؛ في زنجبار يشمل ذلك اللسان والقلب والكبد. يطبخ مع ماسالا (خليط من البهارات شبيه بالكاري)، وكذلك التمر الهندي والخل.

### كعكة التوابل
كعكة التوابل هي التحلية الأكثر شيوعًا في المطبخ الزنجباري. تُصنع من معجنات مع خليط من القرفة والقرنفل وجوزة الطيب والشوكولاتة.

### بوكو بوكو
بوكو بوكو هو نوع من يخنة اللحم المطبوخ في الذرة والزنجبيل والكمون والفلفل الحار والطماطم والبصل.

### خبز التمر والبندق
يعد الخبز المُعد بالبندق والتمر وكذلك البيض والفانيليا من أكثر الأطعمة التقليدية للاحتفال بنهاية شهر رمضان.

### لحم بيلاو
عادة ما يحضر لحم بيلاو من لحم الأوز (أحيانًا العجل أو البقر) المطبوخ مع البطاطس والبصل والتوابل وحليب جوز الهند والأرز.

### قرش الفلفل
القرش هو واحداً من أكثر أنواع المأكولات البحرية الزنجبارية التقليدية. يحضر بالفلفل والتوابل الأخرى.

### بويزا ونازي
بويزا ونازي (يعني الأخطبوط وجوز الهند باللغة السواحيلية) هو الأخطبوط المسلوق في حليب جوز الهند والكاري والقرفة والهيل والثوم وعصير الليم.